# Championnat USAC de course sur route
 (juin 2024).
Si vous disposez d'ouvrages ou d'articles de référence ou si vous connaissez des sites web de qualité traitant du thème abordé ici, merci de compléter l'article en donnant les références utiles à sa vérifiabilité et en les liant à la section « Notes et références ».
Le Championnat USAC de course sur route (en anglais : USAC Road Racing Championship) était une compétition de voitures de sport organisée aux États-Unis de 1958 à 1962. La série a été organisée par le United States Auto Club (USAC) comme une alternative entièrement professionnelle au Championnat national SCCA de voitures de sport, organisé par le Sports Car Club of America.

## Palmarès
| Saison | Pilote         | Voiture                                  |
| ------ | -------------- | ---------------------------------------- |
| 1958   | Dan Gurney     | Ferrari 375 Plus Ferrari 290 MM          |
| 1959   | Augie Pabst    | Ferrari 625 TR Scarab Mk. II-Chevrolet   |
| 1960   | Carroll Shelby | Maserati Tipo 61 Scarab Mk. II-Chevrolet |
| 1961   | Ken Miles      | Porsche 718 RS 61                        |
| 1962   | Roger Penske   | Cooper T53-Climax                        |